# Salute (album Little Mix)
Salute è il secondo album in studio del gruppo britannico Little Mix. È stato il pubblicato il 12 novembre 2013. Il gruppo iniziò a lavorare sull'album in giugno 2013 e finirono in settembre. Durante la registrazione dell'album, la band lavorò con diversi produttori, tra i quali ci sono TMS, Future Cut, Fred Ball, Duvall, Jimmy Jam e Terry Lewis. Le Little Mix hanno molto collaborato per la produzione dell'album, dichiarando anche che sono state coinvolte molto di più nella produzione di quest'album che in quello di debutto.

## Composizione
Dopo aver vinto l'ottava edizione di X Factor nel dicembre 2011, diventando il primo gruppo nella storia del programma ad averlo vinto, il gruppo pubblicò una cover della canzone Cannonball di Damien Rice come singolo di debutto.
Nell'agosto 2012, il gruppo pubblicò il loro secondo singolo Wings, che ricevette il disco d'oro nel Regno Unito. Questo fu seguito da DNA. Una settimana dopo, il gruppo pubblicò il suo album di debutto, l'omonimo DNA, che debuttò alla terza posizione nel Regno Unito e nella top ten in Irlanda e in Australia. Nel maggio 2013, le Little Mix pubblicarono l'album negli USA dove debuttò al quinto posto.
In un'intervista avvenuta nel corso del marzo 2013, la band affermó che il loro secondo album sarebbe stato influenzato principalmente da tonalità R&B. Il 4 ottobre 2013, il gruppo caricò un video su YouTube annunciando che il loro album si sarebbe chiamato Salute.

## Tracce
1. Salute – 3:56 (Little Mix, Tom Barnes, Ben Kohn, Peter Kelleher, Maegan Cottone)
2. Move – 3:44 (Little Mix, Nathan Duvall, Cottone)
3. Little Me – 3:55 (Little Mix, Barnes, Kelleher, Kohn, Iain James)
4. Nothing Feels like You – 3:27 (Little Mix, Uzoechi Emenike, Camille Purcell)
5. Towers – 3:58 (Jamie Scott, Little Nikki, Edvard Forre Erfjord, Henrik Michelsen)
6. Competition – 3:27 (Little Mix, Barnes, Kelleher, Kohn, James, Cottone)
7. These Four Walls – 3:28 (Jade Thirlwall, Richard "Biff" Stannard, Ash Howes, Bradford Ellis, Shaznay Lewis)
8. About the Boy – 3:44 (Little Mix, Barnes, Kelleher, Kohn, Lewis)
9. Boy – 2:54 (Purcell, George Tizzard, Rick Parkhouse)
10. Good Enough – 3:52 (Little Mix, Barnes, Kelleher, Kohn, Purcell)
11. Mr. Loverboy – 3:14 (Ryan Williamson, Jordan Dollar)
12. A Different Beat – 3:27 (Little Mix, Barnes, Kelleher, Kohn, James, Ayak Thiik)

Tracce bonus dell'edizione europea o statunitense
1. See Me Now – 3:43 (Ball, James, Nicola Roberts)
2. They Just Don't Know You – 3:55 (Little Mix, Ball, James, Roberts)
3. Stand Down – 3:39 (Little Mix, Barnes, Kelleher, Kohn, James)
4. Little Me (Unplugged) – 3:56

Traccia bonus dell'edizione francese
1. Tal & Little Mix – Une autre personne – 4:01

Tracce bonus dell'edizione giapponese
1. Move (Deekly And Eightysix Remix) – 3:21
2. Move (Over Exposure Remix) – 5:53
3. Move (The Alias Radio Edit) – 3:46
4. Wings (Japanese Version) – 3:42

### Salute (Expanded Edition)
Tracce bonus
1. Word Up! – 3:28 (Tomi Jenkins, Larry Blackmon)
2. See Me Now – 3:43 (Ball, James, Nicola Roberts)
3. They Just Don't Know You – 3:55 (Little Mix, Ball, James, Roberts)
4. Stand Down – 3:39 (Little Mix, Barnes, Kelleher, Kohn, James)
5. Little Me (Unplugged) – 3:56
6. Move (The Alias Radio Edit) – 3:46
7. Little Me (DE$iGNATED Radio Remix) – 3:48
8. Word Up! (The Alias Radio Edit) – 3:28
9. Salute (Single Version) – 3:08

## Successo commerciale
L'album debuttò alla settima posizione nella classifica irlandese e al quarto posto nella classifica del Regno Unito. Il primo singolo estratto, Move, venne pubblicato il 3 novembre 2013 e ricevette un buon successo commerciale in Europa, classificandosi alla terza posizione nel Regno Unito e alla quinta in Irlanda.

## Classifiche

### Classifiche settimanali
| Classifica (2013) | Posizione massima |
| ----------------- | ----------------- |
| Australia         | 4                 |
| Belgio (Fiandre)  | 56                |
| Belgio (Vallonia) | 80                |
| Canada            | 7                 |
| Danimarca         | 25                |
| Finlandia         | 50                |
| Francia           | 38                |
| Germania          | 90                |
| Irlanda           | 7                 |
| Italia            | 21                |
| Norvegia          | 19                |
| Nuova Zelanda     | 11                |
| Paesi Bassi       | 49                |
| Regno Unito       | 4                 |
| Spagna            | 17                |
| Stati Uniti       | 6                 |
| Svizzera          | 53                |

### Classifiche di fine anno
| Classifica (2013) | Posizione |
| ----------------- | --------- |
| Regno Unito       | 45        |
| Classifica (2014) | Posizione |
| Regno Unito       | 84        |